# Brittiska Ceylon
Brittiska Ceylon var en brittisk kronkoloni i dagens Sri Lanka, åren 1796–1948.

## Befolkning
Ceylons befolkning, 3 578 333 personer 1901, var tämligen blandad. Den bestod med avseende på härstamning av 9 ,509 européer, 23 539 eurasier (ättlingar av portugiser och holländare, vilka före engelsmännen innehade delar av ön), 2 331 045 singaleser, 953 535 tamiler, 228,706 s. k. "morer" (avkomlingar av muslimer från Deccan och Arabiska halvön), 11 963 malajer, 3 971 vedder och 16 065 andra, bl. a. boers (krigsfångar) och egyptier, som följt Ahmed Orabi till Ceylon.
År 1800 tyckes Ceylon inte haft mer än 700 000 inv. och har alltså under 1800-talet fått sin befolkning femfaldigad. År 1903 beräknades folkmängden till 3 740 562 personer. Med avseende på religionsbekännelsen tillhörde de flesta, 2 141 599, buddhismen, som infördes till Ceylon under 300-talet f. Kr., 828 622 var hinduer, 248 140 muslimer och 362 018 kristna, varav det stora flertalet katoliker. Katolikerna hade en ärkebiskop i Colombo och 2 biskopar, protestanterna en anglikansk biskop i Colombo.

## Förvaltning
Ceylon styrdes av en guvernör, vid vars sida fanns ett verkställande råd av fem ledamöter (högre ämbetsmän) samt ett lagstiftande råd av 17 medlemmar, nämligen utom de fem ledamöterna i verkställande rådet fyra andra tjänstemän samt åtta icke officiella medlemmar, representanter för olika etniska grupper och klasser i samhället. Den indelades i nio provinser. Dess statsinkomster var 1903 29,24 miljoner rupier, dess utgifter 26,71 miljoner rupier, dess statsskuld samma år 3,19 miljoner rupier och 4 733 331 pound sterling.
Mynt, mått och vikt var de engelska, dock betalades tullarna i rupier, som här delas inte i annas, utan i cents. Huvudstad var  Kandy. Den viktigaste sjöstaden var förr Galle, men numera Colombo. Brittiska flottans huvudstation på ön var det starkt befästa Trincomali på östra kusten.

## Näringsliv
Åkerbruket var huvudnäring. Dess viktigaste produkter var ris, te, kokosnötter, kakao, tobak och kryddor, i synnerhet kanel och kardemumma,
vidare citronolja, kanelolja, kaffe och kinabark. Av omkring 900 000 hektar odlat land – nära 14 procent av ön – var 1898 omkring 300 000 hektar besådda med ris, majs, hirs och andra sädesslag, kokosskogarna upptog 346, 000, teplanteringarna 170 000, kanel- och kakaoplanteringarna respektive 18 500 och 13 000, kaffeplanteringarna 7 600 och cinchonaplantagerna 300 hektar.
I mitten av 1800-talet blev kaffeodlingen mycket lönande och nådde sin högsta blomstring omkring 1873, då kaffeexporten steg till 48,3
miljoner kg. med ett angivet värde av 76 miljoner kronor (dåvarade värde), men strax därefter tillintetgjordes så gott som hela denna
odling av en kaffebladsrost. Sedan 1873 började te att odlas med den framgång. År 1903–04 exporterades 67,1 miljoner kg., medan kaffeexporten utgjorde blott 0,5 miljoner kg. Kinabarken fick en svår medtävlare i den bättre javanska, så att exporten var stadd i tillbakagång.
Även boskapsskötseln gick framåt. 1902 fanns 4 127 hästar, 1,4 miljoner nötkreatur, 83 620 får, 164 000 getter och
nära 90 000 svin. Pärlfisket var inte så givande som förr, dock fås i Manarviken för nära 200 000 kr. årligen.
Bergsbruket avsåg huvudsakligen grafit i nordvästra Ceylon, ädelstenar, särskilt rubiner och s. k. kattögon, i distriktet Ratnapura i sydvästra delen samt salt, som, framställes i saliner vid kusterna. Industrin var obetydlig, huvudsakligen pressning av oljor, beredning av kopra och kokossmör, av cigarrer, arrak, rom, tegel, läder och tyger. Den inhemska befolkningen tillverkade vackra korgar och mattor. 
Handeln omfattade 1903 i import 117,65 miljoner rupier (mest ris och annan säd, kol, bomullsvaror, saltad fisk, spirituosa och vin) samt i
utförsel 120 miljoner rupier (mest te, kanel, kokosolja och nötter, kaffe, grafit och kinabark). Nära en tredjedel av öns import kom från och nära hälften av dess export gick till Storbritannien.
Den viktigaste sjöstaden var Colombo. Hela tonnaget, som 1903 in- och utklarerade i Ceylons hamnar, var 10,3 miljoner reg.-ton. Öns handelsflotta räknade samma år 165 fartyg om 13 591 ton. Järnvägarna var 1904 omkring 700 km.; telegraflinjernas längd var 1900 2 300 km. och telefonlinjernas 330 km.; s. å. fanns 312 post- och telegrafstationer. Landsvägarna var i god skick. 